# Heavydirtysoul
《Heavydirtysoul》是美国音乐组合Twenty One Pilots的一首歌曲，收录在他们2015年發行的第四张录音室专辑《Blurryface》中。這首歌由主唱泰勒·约瑟夫创作，其中一些歌词源自他三年前寫下的一首名为“街头诗歌”（英語："Street Poetry"）的诗。歌曲由美国唱片制作人瑞奇·里德制作，并在加利福尼亚州好莱坞的 Serenity West Recording 錄音室录制。作为《Blurryface》的第一首歌曲，《Heavydirtysoul》在音樂和主題上起到了專輯開場的作用。歌曲的歌詞包含對於樂隊音樂的自我指涉，從而表達了約瑟夫的不安情緒。
在音樂風格上，《Heavydirtysoul》表達的情感豐富而强烈，音乐组合多种音乐风格之间融合和变换。歌曲当中，伴随乔什·邓情绪充沛的击鼓，约瑟夫的声音从快节奏的复杂说唱，到悦耳的演唱，再到假声嘶吼。《Heavydirtysoul》的歌词是关于一个人为了击败内心的恶魔、成为更好的人，而寻求他人的救助。
《Blurryface》发行后《Heavydirtysoul》随即成为热门歌曲。在美国，这首歌在美国公告牌热门摇滚与另类歌曲榜上排名第八，并在Spotify上最流行的十大曲目中排名第八。它还在 2016年最后一周成为另类电台当中添加次数最多的歌曲。这首歌曲受到当代乐评人的普遍好评。“Heavydirtysoul”于 2016年12月作为他们的第四张专辑的最后一首单曲发行。
该单曲的随附音乐录影带由安德鲁·多诺霍 (Andrew Donoho) 执导，在乐队家乡俄亥俄州哥伦布市外拍摄。影片中约瑟夫坐在一辆失控车辆的后排座位上，而邓在路当中击打着火的鼓。约瑟夫坐的车子多次差点撞到邓。随着邓敲击他的鼓，约瑟夫的车子逐渐散架，最后燃烧。二十一名飞行员凭借《Heavydirtysoul》的影片获得第34届MTV年度音乐录影带大奖最佳摇滚录影带奖。《Heavydirtysoul》已获得美国唱片工业协会白金认证，付费数字下载销量超过 1,000,000 次。

## 音乐
《Heavydirtysoul》是一首另类嘻哈歌曲，时长三分五十四秒。这首歌融合了多种流派，在放克摇滚、嘻哈、宏伟流行和灵魂乐之间变换，也有出现R&B旋律片段和电子舞曲的尝试。《Heavydirtysoul》是一首情感丰富而激烈的歌曲，伴随乔什·邓情绪充沛的击鼓，约瑟夫的声音从快节奏的复杂说唱，到悦耳的演唱，再到假声嘶吼。根据Alfred Music在Musicnotes.com上发布的乐谱，这首歌是用四四拍的拍号写成的，节奏适中，为每分钟130拍。《Heavydirtysoul》以D小调创作，泰勒·约瑟夫的音域跨度为一个八度和七个音符，从低音D3到高音C5 。主歌和导歌的和弦进行为 Dm，副歌处变更为 B♭–Gm–Dm–C，在桥段处变为 B♭–Gm–Dm–C/E。

## 评论
《Sputnikmusic》给这首歌曲积极评价，他写道：“泰勒·约瑟夫在说唱、演唱和嘶吼之间变换，好像这三者没有什么不同。”《Spectrum Culture》的科尔·沃特曼 (Cole Waterman) 将其描述为“令人振奋的歌曲”，认为《Heavydirtysoul》是专辑中最好的四首歌曲之一。《Variety》的 Chris Willman 认为《Heavydirtysoul》是《Blurryface》最好的歌曲。AllMusic的 Neil Z. Yeung 将这首歌视为专辑的亮点之一。《Stereogum》的Chris DeVille 把这首歌的副歌词句称作约瑟夫最聪明的措辞之一，他表示这首歌“从某种 90年代末的痴哈 / Big Beat风格转变为一首發脾氣的菲茲歌曲，再到强烈的重摇滚高潮”。来自《Renknown for Sound》的安德烈·库西奇 (André Curcic) 表示：“这首歌的各个部分极不连贯，这让它成为了专辑中最好的一首歌。它以快速、跳动的节奏开始，然后进入几个朗朗上口的歌曲片段，最后这些片段融合在一块……”将其节奏与Prodigy乐队的 90年代中期作品进行比较，《Alternative Press》的 Jason Pettigrew 称这首歌曲“成功地囊括歌迷所期待的所有元素”。来自《誠懇家日報》的 Anne Nickoloff 和 Troy Smith 也把这首歌曲跟 Prodigy乐队相比，并且称赞了邓的表现。来自PopBuzz的艾米丽·杰恩·比尔德 (Emily Jayne Beard) 说《Heavydirtysoul》的“节拍让你一听就忘不了”。
《Loudwire》的Chad Childers形容这首歌是“刺激脉搏的开场曲”，而《纽约客》的Jia Tolentino则认为它的副歌听起来“完全像是（对主的）赞美和崇拜”。《匹兹堡邮报》的Scott Mervis将这首歌描述为“一首以热切的鼓点和快速的说唱开始，接着转向新灵魂乐风格副歌的劲歌热曲”。《橙县登记报》的Madison Desler认为这首歌是“一首拥有厚重节拍的热曲，还带有约瑟夫速度最快的说唱”。《Stuff》的Kylie Klein Nixon称这首歌为“一场噪音堆叠的辉煌街头游行，”，并特别提到了其中“死亡激励我，就像狗激励兔子”这一充满诗意的隐喻。《Kerrang!》将这首歌的主题词句列为乐队十大最佳歌词之一。同一刊物的Sam Law表示这首歌“在恐惧和澎湃之间走动，令人耳目一新”。Emily Carter也为同一刊物撰文，将《Heavydirtysoul》描述为“一首打破流派界限的单曲”。

## 商业表现
在美国，《Heavydirtysoul》在 2015年6月6日发布的美国公告牌热门摇滚和另类歌曲排行榜上名列第 31 位。在十四周的时间里，这首歌在排行榜上上下波动，最终在 2015年9月26日发行的日期达到了第二十九名的顶峰。歌曲在 2015年11月7日的榜单排到第三十四位，之后便掉出排行榜。《Heavydirtysoul》于 2017年1月14日重新进入热门摇滚和另类歌曲排行榜，位居第 12 位。这首歌在 2017年2月25日在榜单上达到最高排名第八名。这首歌还进入了 2017年3月4日同一日期发布的美国公告牌Bubbling Under Hot 100排行榜，并取得了第 25 名的最高排位。
其母专辑发行后，《Heavydirtysoul》随后成为热门歌曲。在美国，它在流媒体平台Spotify上十大最热门歌曲中排名第八。该榜单根据 5月25日至 5月31日期间通过社交媒体Facebook 、Tumblr 、Twitter和 Spotify 分享和收听的人数列出了最热门的歌曲。“Heavydirtysoul”成功跻身 2016年另类广播添加榜最终榜首它占据了本周另类广播添加榜上添加次数最多的歌曲的榜首。这首歌是由Mediabase当周监测的 11 个广播电台添加的。2018年3月1日，《Heavydirtysoul》被美国唱片工业协会(RIAA)认证为白金唱片，付费数字下载量超过 1,000,000 次。

## 音乐影片
《Heavydirtysoul》的随附音乐录影带由安德鲁·多诺霍 (Andrew Donoho) 执导，并在乐队家乡俄亥俄州哥伦布市外拍摄。影片于 2017年2月3日放出。影片中约瑟夫坐在一辆失控车辆的后排座位上，而邓在路当中击打着火的鼓。约瑟夫坐的车子多次差点撞到邓。随着邓敲击他的鼓，约瑟夫的车子逐渐散架，最后燃烧。组合凭借《Heavydirtysoul》在 2017年第 34 届 MTV 音乐录影带大奖上荣获最佳摇滚影片奖。

## 曲目列表
| 数字下载 | 数字下载       | 数字下载 |
| 曲序     | 曲目           | 时长     |
| -------- | -------------- | -------- |
| 1.       | Heavydirtysoul | 3:54     |

| CD 单曲 | CD 单曲                        | CD 单曲 |
| 曲序    | 曲目                           | 时长    |
| ------- | ------------------------------ | ------- |
| 1.      | Heavydirtysoul                 | 3:54    |
| 2.      | Heavydirtysoul（instrumental） | 3:54    |
| 3.      | Heavydirtysoul（radio edit）   | 3:19    |
| 4.      | Heavydirtysoul（TV track）     | 3:54    |
| 5.      | Heavydirtysoul（a cappella）   | 3:54    |

## 人员
制作人员名单取自《Blurryface》专辑内页注释。
| - Tyler Joseph – 人声、歌曲创作、编程、钢琴、贝斯、吉他、键盘 - Josh Dun – 鼓、打击乐、和声 - Ricky Reed – 制作人、节目编排、附加人声 - Drew Kapner – 音频工程 | - Michael Peterson – 助理音频工程师 - Neal Avron – 音频混合 - Scott Skrzynski – 音频混合助理 - Chris Gheringer – 母带处理 |

## 排行榜
| 榜单 (2015–17)                           | 最高排名 |
| ---------------------------------------- | -------- |
| 比利时佛兰德（Ultratop五十强单曲榜）     | 42       |
| 比利时瓦隆（Ultratip榜外單曲榜）         | 18       |
| 加拿大（《告示牌》Canada Rock）          | 13       |
| Russia Airplay (Tophit)                  | 82       |
| 美国（《告示牌》Bubbling Under Hot 100） | 25       |
| 美國（《告示牌》Hot Rock Songs）         | 8        |
| 美國（《告示牌》Rock Airplay）           | 4        |

| 榜单 (2015)                   | 排位 |
| ----------------------------- | ---- |
| US Hot Rock Songs (Billboard) | 63   |
| 榜单 (2017)                   | 排位 |
| US Hot Rock Songs (Billboard) | 22   |
| US Rock Airplay (Billboard)   | 22   |

## 认证
| 地區                         | 认证 | 认证单位/销量 |
| ---------------------------- | ---- | ------------- |
| 加拿大（加拿大音乐协会）     | 白金 | 80,000‡       |
| 意大利（意大利音乐产业联盟） | 金   | 25,000‡       |
| 波兰（波蘭音像製造商協會）   | 白金 | 20,000‡       |
| 英国（英国唱片业协会）       | 银   | 200,000‡      |
| 美国（美國唱片業協會）       | 白金 | 1,000,000‡    |
| ‡僅含認證的+實際銷量         |      |               |